# Megalopsallus nuperus
Megalopsallus nuperus är en insektsart som först beskrevs av Van Duzee 1923.  Megalopsallus nuperus ingår i släktet Megalopsallus och familjen ängsskinnbaggar. Inga underarter finns listade i Catalogue of Life.